# Karl von Brüger
Karl Ernst Brüger, später von Brüger, auch Carl Ernst von Brüger (* 6. September 1822 in Jena; † 29. März 1905 ebenda) war ein deutscher Jurist.

## Leben

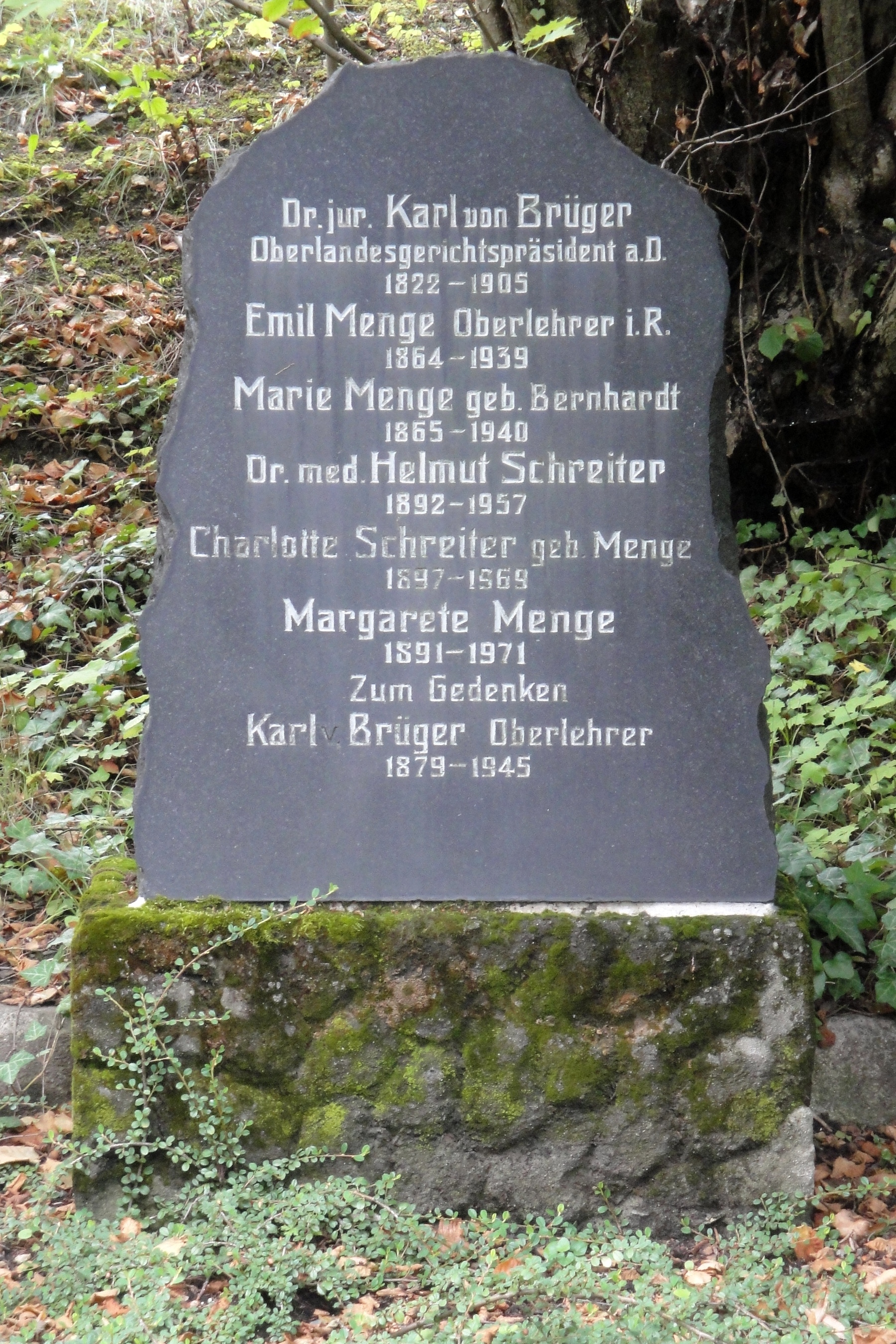
Grab auf dem Nordfriedhof in Jena

Als Sohn eines Advokaten und Bruder von Emil Theodor Brüger geboren, studierte Brüger anfangs Evangelische Theologie und dann Rechtswissenschaften in Jena. Während seines Studiums wurde er 1842 Mitglied der Burschenschaft auf dem Fürstenkeller, 1843 der Burschenschaft auf dem Bären und wohl 1844 der Burschenschaft auf dem Burgkeller. Nach einem am 20. September 1842 ausgetragenen Duell mit Carl Friedrich von Droysen aus Greifswald wurde er für zwei Jahre von der Universität relegiert. Mit Emil Welti, Hermann Hunnius und weiteren Progreßstudenten demonstrierte er öffentlich gegen den dänischen König. Er wurde 1849 in Jena zum Dr. iur. promoviert und später Wirklicher Geheimer Rat. Er wurde 1884 Präsident des gemeinschaftlichen Oberlandesgerichts der thüringischen Staaten in Jena und blieb es bis zu seiner Pensionierung 1903. Anlässlich seines 50-jährigen Dienstjubiläums wurde ihm 1897 das mit dem Adelsprädikat verbundene Großkreuz des Herzoglichen Sächsisch-Ernestinischen Hausordens sowie die Ehrenbürgerwürde der Stadt Jena verliehen.

## Ehrungen
- 1897: Ehrenbürger von Jena
- Karl-von-Brüger-Straße im Jenaer Ortsteil Wenigenjena[1]

## Veröffentlichungen
- Der Prozeß gegen den Drahtwarenfabrikanten Eduard Otto und dessen Ehefrau in Jena wegen Verdachts des vollendeten und versuchten Giftmords. Jena 1889.